# Asota tortuosa
Asota tortuosa är en fjärilsart som beskrevs av Pieter Cornelius Tobias Snellen 1896. Asota tortuosa ingår i släktet Asota och familjen nattflyn. Inga underarter finns listade i Catalogue of Life.